# Wohlfahrtia
Wohlfahrtia is een geslacht van dambordvliegen (Sarcophagidae).
De wetenschappelijke naam werd in 1889 gepubliceerd door Friedrich Moritz Brauer en Julius Edler von Bergenstamm. Wohlfahrtia was een afsplitsing van het geslacht Sarcophila. Brauer en von Bergenstamm deelden twee soorten bij het nieuwe geslacht in: Sarcophila magnifica en Sarcophila meigenii, beide oorspronkelijk beschreven door Ignaz Rudolph Schiner (Sarcophila meigenii is een junior synoniem van Wohlfahrtia vigil). Ze duidden nadien S. magnifica aan als de typesoort.

## Soorten
De volgende soorten zijn in Europa waargenomen:
- Wohlfahrtia balassogloi (Portschinsky, 1881)
- Wohlfahrtia bella (Macquart, 1839)
- Wohlfahrtia indigens (Villeneuve, 1928)
- Wohlfahrtia intermedia (Portschinsky, 1887)
- Wohlfahrtia magnifica (Schiner, 1862)
- Wohlfahrtia nuba (Wiedemann, 1830)
- Wohlfahrtia trina (Wiedemann, 1830)
- Wohlfahrtia vigil (Walker, 1849)